# ادوارد بورنتراگر
ادوارد بورنتراگر (آلمانی: Eduard Bornträger؛ ۲۲ ژوئن ۱۸۸۸ – ۹ مارس ۱۹۵۸) هنرپیشه اهل آلمان بود.
از فیلم‌ها یا برنامه‌های تلویزیونی که وی در آن نقش داشته‌است می‌توان به بادبزن خانم ویندیرمیر اشاره کرد.